# Conor Powell
Conor Powell (Dublino, 16 agosto 1987) è un calciatore irlandese, difensore del Portmarnock.

## Carriera

### Club
Nel 2014, ha sostenuto un provino con i norvegesi del Vard Haugesund. Il 7 febbraio 2014, il club ha reso noto l'ingaggio del calciatore. Il 2 febbraio 2015 ha fatto ufficialmente ritorno in Irlanda, per giocare nelle file del Longford Town.

## Palmarès

### Club

#### Competizioni nazionali
- Campionato irlandese: 2

Bohemians: 2008, 2009
- Coppa d'Irlanda: 1

Bohemians: 2008
- Coppa di Lega irlandese: 2

Bohemians: 2009
Shamrock Rovers: 2013